# Stolsfjorden
58°13′49.454″N 6°41′26.426″Ø / 58.23040389°N 6.69067389°Ø
Stolsfjorden lokalt kaldt Flekkefjorden er en fjord i Flekkefjord kommune i Agder fylke i Norge. Den er omkring 13 kilometer lang, og går nordvestover fra  Andabeløya på vestsiden af Fedafjorden ind til byen Flekkefjord. Navnet kommer af en fjeldformation, som med lidt god vilje kan ses som en stol i troldestørrelse.
Yderst er den bred, men smalner til sådan at sejlruten, specielt for større fartøjer, går på vestsiden af en del øer. Småbåde går som regel gennem Pollsundet på østsiden, hvor bredden nødvendiggør vigepligt hvis to både mødes. 
Fra Kjeøy og ind til Flekkefjord kaldes fjorden Lafjord. Lafjorden ender i et trangt sund ved Grønnes. Indenfor er «byfjorden» og havneområdet, som var en populær oplagsplads om vinteren i sejlskibstiden. Gennem Flekkefjord by, smalner fjorden ind til et trangt sund, kaldt Elva, som er under 50 meter bredt. Nord for sundet fortsætter Stolsfjorden, nu som Grisefjorden. Austadvika går mod sydøst fra Grisefjorden, mellem Flekkefjord centrum og Drangeid. Grisefjorden fortsætter ind til bygden Loga, 2,5 kilometer længere mod nord, hvorfra en delvis naturlig kanal kaldt Løgene eller Logakanalen fører gennem  den lille sø   Loja,  som har været arena for NM i kajak, og videre til søen Loia hvor bebyggelsen Flikka ligger ved østbredden . 